# Alex Bogdanovic
Aleksa "Alex" Bogdanovic (Belgrado, 22 de Maio de 1984) é um tenista profissional britânico, nascido na Sérvia, mas representa o Reino Unido, seu melhor em simples de N. 108 da ATP. Ele representa a Equipe Britânica de Copa Davis.